# Chrysotimus acutatus
Chrysotimus acutatus är en tvåvingeart som beskrevs av Wang, Yang och Patrick Grootaert 2005. Chrysotimus acutatus ingår i släktet Chrysotimus och familjen styltflugor. Inga underarter finns listade i Catalogue of Life.